# Oak Bay
Oak Bay ist eine Gebietsgemeinde („District Municipality“) am südlichen Ende von Vancouver Island in der kanadischen Provinz British Columbia. Sie liegt im Capital Regional District und ist Teil der Metropolregion Greater Victoria.
Teile der University of Victoria liegen im Norden der Gemeinde.
Als sich auf dem Gebiet um die Bucht die ersten europäischen Farmer niederließen, war dieses stark mit Eichen (englisch: Garry oak) bewachsen. Daraus entwickelte sich der Name der Gemeinde.

## Lage
Die Gemeinde grenzt westlich an Victoria und nach Norden bzw. Nordwesten an Saanich. Nach Osten grenzt die Gemeinde an die Haro-Straße und nach Süden an die Juan-de-Fuca-Straße.
Die Gemeinde gliedert sich zurzeit in folgende Neighbourhoods:

- North Oak Bay
- South Oak Bay
- Upland

## Geschichte
Das Gebiet, in dem das Dorf liegt, ist traditionelles Siedlungs- und Jagdgebiet der First Nations, hier der Songhees. In Upland finden sich mehrere Grabflächen der First Nations sowie Anzeichen von rituellen Verbrennungspraktiken.
1850 errichtete John Tod, ein Chefpelzhändler der Hudson’s Bay Company, hier eine kleine Farm. Das damals erbaute Haus steht noch und wird heute weiterhin genutzt. Es gilt als das älteste durchgehend genutzte Wohnhaus an der kanadischen Westküste.
1903 wurde auf dem Gebiet der Gemeinde ein Chinesischer Friedhof eingerichtet. 1995 wurde dieser Friedhof zur National Historic Site of Canada erklärt.
Die Zuerkennung der kommunalen Selbstverwaltung für die Gemeinde erfolgte am 2. Juli 1906 (incorporated als Municipal District).
1908 wurde durch John Charles Olmsted mit den Planungen für die Nachbarschaft Upland begonnen. Die vollständige Bebauung zog sich dann von 1912 bis 1976 hin. Die Nachbarschaft gilt dabei seit 2019 als nationales historisches Erbe. Die Nachbarschaft zeichnet sich durch ihre vom damaligen Immobilienentwickler geplante Gestaltung mit einem sanft geschwungenen Straßenmuster, unter Nutzung der lokalen Topographie, sowie der Berücksichtigung der Archäologie und Nutzung durch die First Nations aus.

## Demographie
Der Zensus im Jahr 2016 ergab für die Gemeinde eine Bevölkerungszahl von 18094 Einwohnern, nachdem der Zensus im Jahr 2011 für die Gemeinde noch eine Bevölkerungszahl von 18015 Einwohnern ergab. Die Bevölkerung hat dabei im Vergleich zum letzten Zensus im Jahr 2011 um 0,4 % zugenommen und sich damit entgegen dem Provinzdurchschnitt, mit einer Bevölkerungszunahme in British Columbia um 5,6 %, nahezu nicht verändert. Bereits im Zensuszeitraum 2006 bis 2011 hatte die Einwohnerzahl in der Gemeinde schwächer als die Entwicklung in der Provinz nur um 0,6 % zugenommen, während sie im Provinzdurchschnitt um 7,0 % zunahm.
Für den Zensus 2016 wurde für die Gemeinde ein Medianalter von 53,6 Jahren ermittelt. Das Medianalter der Provinz lag 2016 bei nur 43,0 Jahren. Das Durchschnittsalter lag bei 49,2 Jahren, bzw. bei 42,3 Jahren in der Provinz. Zum Zensus 2011 wurde für die Gemeinde noch ein Medianalter von 52,4 Jahren ermittelt. Das Medianalter der Provinz lag 2011 bei nur 41,9 Jahren.